# Geschichte des Weinbaus in Italien
Die Geschichte des Weinbaus in Italien prägte den Weinbau in ganz Europa. Sie begann bereits in der prähistorischen Zeit unter den Griechen.

## Von den Anfängen bis zum Mittelalter

### Überblick

Ausdehnung des römischen Reiches

Italien spielt in der Geschichte des Weinbaus eine entscheidende Rolle. Ausgangspunkte für den Weinbau auf der Italienischen Halbinsel finden sich in den griechischen Kolonien im Süden des heutigen Italiens.
Bedeutsam war der Weinbau aber ebenfalls in der etruskischen Kultur. Zum Zeitpunkt seiner größten Ausdehnung, zu Zeiten Kaiser Trajans, erstreckte sich das Römische Reich über drei Kontinente: Über die Gebiete rund um das Mittelmeer, über Gallien und große Teile Britanniens und über die Gebiete rund ums Schwarze Meer. Damit beherrschte Rom den gesamten Mittelmeerraum.
Der Handel, die Künste und die Kultur erreichten während der Zeit des Römischen Reiches in Teilen seines Gebietes eine erste Hochblüte. Im Weinbau beeinflussten die Römer den Fortschritt in den heute klassischen Weinbauländern Deutschland, Frankreich, Italien, Österreich, Portugal und Spanien. Unter dem Einfluss der römischen Kultur wurde der Wein in weiten Teilen des Reiches Teil der Alltagskultur und der Konsum stand allen Bevölkerungsschichten offen. Der steigende Bedarf konnte nicht mehr von Italien aus gedeckt werden, so dass sich der Weinbau mit der Ausdehnung des Römischen Reiches verbreitete. Die Arbeit römischer Schriftsteller, allen voran Cato der Ältere, Columella, Horaz, Palladius, Plinius, Varro und Vergil, gewähren einen Einblick über die Rolle des Weins innerhalb der Alltagskultur. Darüber hinaus geben einige Werke einen Überblick über den Stand der Dinge im Weinbau jener Zeit.

### Frühe Geschichte

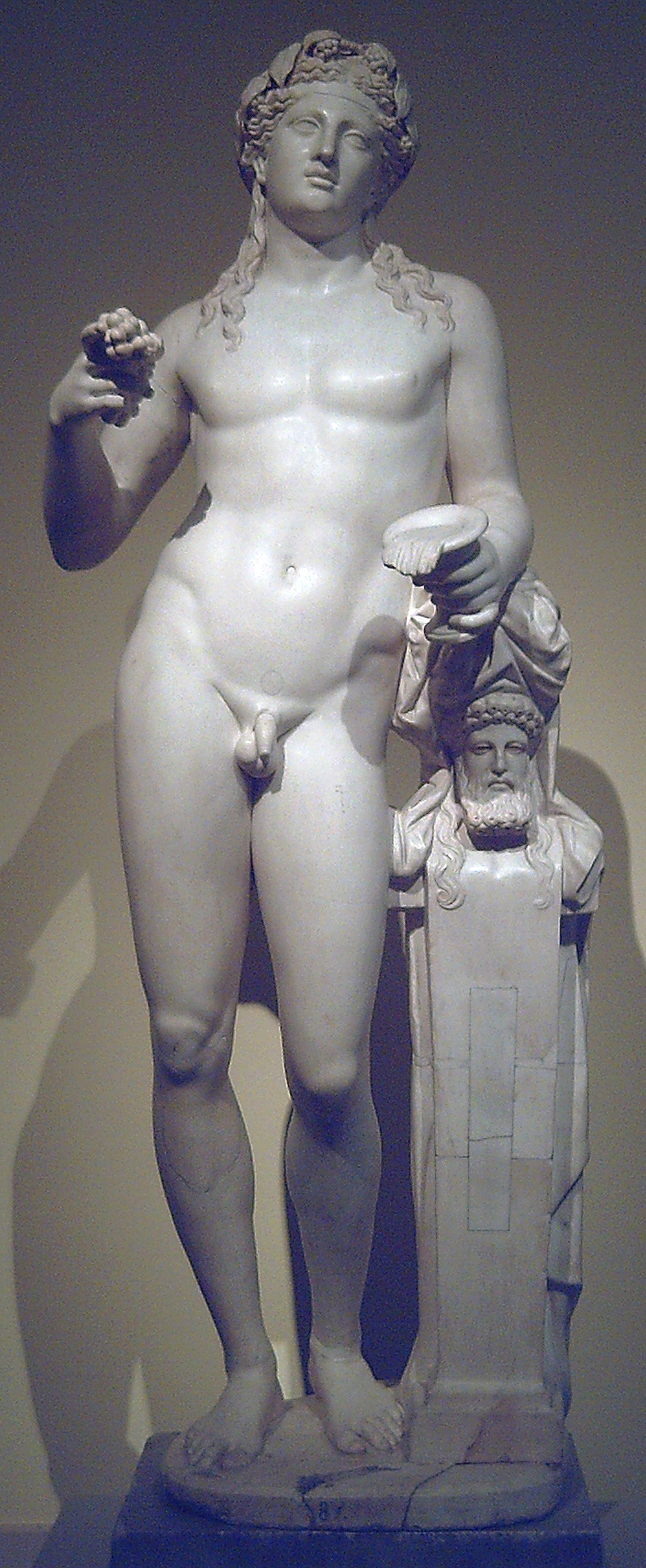
Darstellung des Weingotts Dionysus (in der römischen Mythologie als Bacchus bekannt), ca. 150 n. Chr., Museum Prado

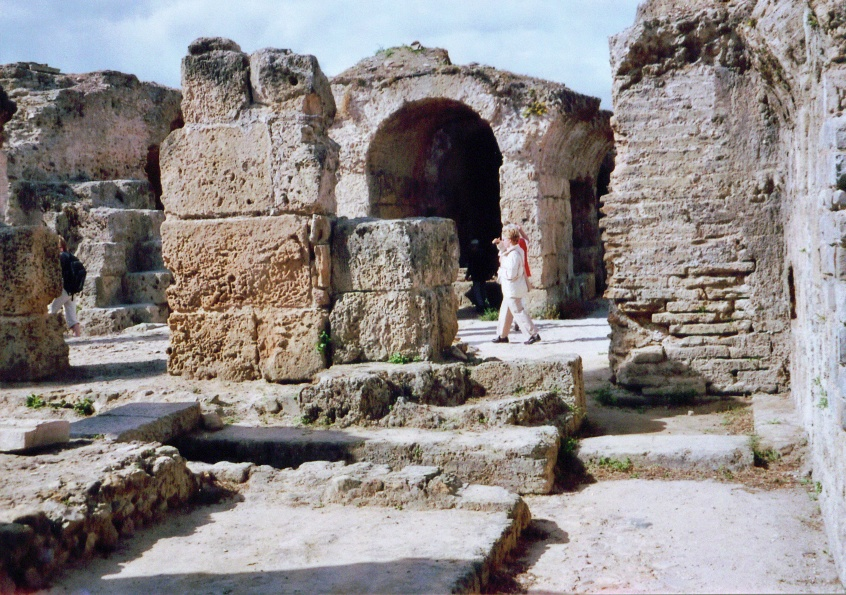
Ruinen von Karthago; nur wenige Dinge aus dieser antiken Stadt wurden gerettet. Das Werk von Mago gehörte zu den wichtigen Schriften, die die Römer übernommen hatten.

Weinrebengewächse sind auf dem Gebiet des heutigen Italien schon seit der prähistorischen Zeit bekannt. Bislang gelang es jedoch noch nicht, den Zeitpunkt zu bestimmen, ab dem Weinbau betrieben wurde. Den bislang ältesten Nachweis für Weinherstellung liefert der Fund von Terrakottagefäßen in einer Höhle nahe Sciacca auf Sizilien, in welchennachgewiesen werden konnte, dass im 4. Jahrtausend v. Chr. darin Wein aufbewahrt worden war.
Ein früher Einfluss der mykenischen Kultur auf den Süden Italiens ab dem späten 15. Jahrhundert v. Chr. ist durch zahlreiche Importe zwar nachgewiesen, aber sichere, unstrittige Belege für dauerhafte griechische Präsenz in Italien gibt es erst ab dem 8. Jahrhundert v. Chr. Im Norden pflegten die Etrusker bereits einen ausgeprägten Weinbau in einem Gebiet, das der heutigen Toskana entspricht. Für die Griechen war der Wein bereits Teil der Alltagskultur und sie betrachteten ihn als gewinnbringendes Handelsgut. Zugleich brachten sie den griechischen Weinbau auch in die von ihnen angelegten neuen Siedlungen. Insbesondere im Süden der Italienischen Halbinsel fanden sie ideale Bedingungen vor und nannten das Gebiet Oenotria (Land des Weins).
Der Aufstieg Roms zu einem Königreich und später zu einer Republik erfolgte vornehmlich über die Eingliederung eroberter Gebiete. Der römische Weinbau profitierte dabei von der Erfahrung der dortigen Weinbauern. Die griechischen Siedlungen im Süden des heutigen Italiens wurden bis zum Jahr 270 v. Chr. vollständig unterworfen. Die Etrusker, die bereits ein Handelsnetz bis nach Gallien aufgebaut hatten, wurden im 1. Jahrhundert v. Chr. besiegt. Der Punische Krieg mit Karthago hatte indirekt einen großen Einfluss auf den römischen Weinbau. Neben der Erweiterung des kulturellen Horizonts kamen die Römer in den Besitz des Schriftwerks von Mago. Die 26 Bücher von Mago wurden im Jahr 146 v. Chr. ins Lateinische und Griechische übersetzt. Plinius, Columella, Varro und Gargilius Martialis nahmen in ihren Werken immer wieder Anleihen.

### Das goldene Zeitalter
Während einiger Jahrhunderte genoss der griechische Wein höchstes Ansehen. Die einheimischen Produkte waren deutlich preiswerter. Erst im 2. Jahrhundert v. Chr. schälten sich die erstklassigen Produktionsorte des römischen Reiches heraus. Der Jahrgang 121 v. Chr., das Jahr, in dem Lucius Opimius Consul war, genoss in der Literatur einen überragenden Ruf. Neben einer üppigen Ernte waren die Weine sehr langlebig. Plinius der Ältere beschrieb ausführlich die damaligen Ersten Gewächse. Die Qualität des Weins wurde allein der Rebsorte sowie dem Jahrgang zugesprochen. Aus den Aufzeichnungen jener Zeit sind uns die Gemeinden Genuense (heutiges Genua), Raeticum (bei Verona, Venetien), Mutinense (das heutige Modena), Lunense (Gebiet bei Carrara), Patavinum (das heutige Padua), Adrianum, Faventinum, Praetutium (Wein aus Ancona), Spoletinum, Graviscanum, Caeres, Sabinum (Wein aus der Region Sabina, Latium), Picens, Tiburtinum, Nomentanum, Aequicum, Vaticanum, Setinum, Signinum, Veliternum, Ardeas, Fundanum, Caecubum, Falernum, Faustianum, Literninum, Surrentinum, Paelignum, Carseolanum, Marsum, Aricinum, Sulmoniense, Caucinianum, Statianum, Caulinum, Massum, Pompejanum, Labicanum, Albanum, Praenestinum, Formianum, Trebellicanum, Gauranum (Wein vom Monte Gauro in Kampanien), Beneventanum, Geminianum, Marianum, Buxentinum, Tarentinum (das heutige Taranto), Lagaritanum, Thurinum, Consentinum und Reginum bekannt. Auf Sizilien werden die Gemeinden Aluntinum, Mesopotamium, Mamertinum, Potitianum, Tauromenitanum, Catieniense und Adrumenitanum bekannt. Auf dem Höhepunkt des goldenen Zeitalters wurde der Konsum auf 1,8 Millionen Hektoliter geschätzt; genug um jeden Bürger (inkl. der Kinder) mit einem halben Liter Wein pro Tag zu versorgen.

### Pompeji

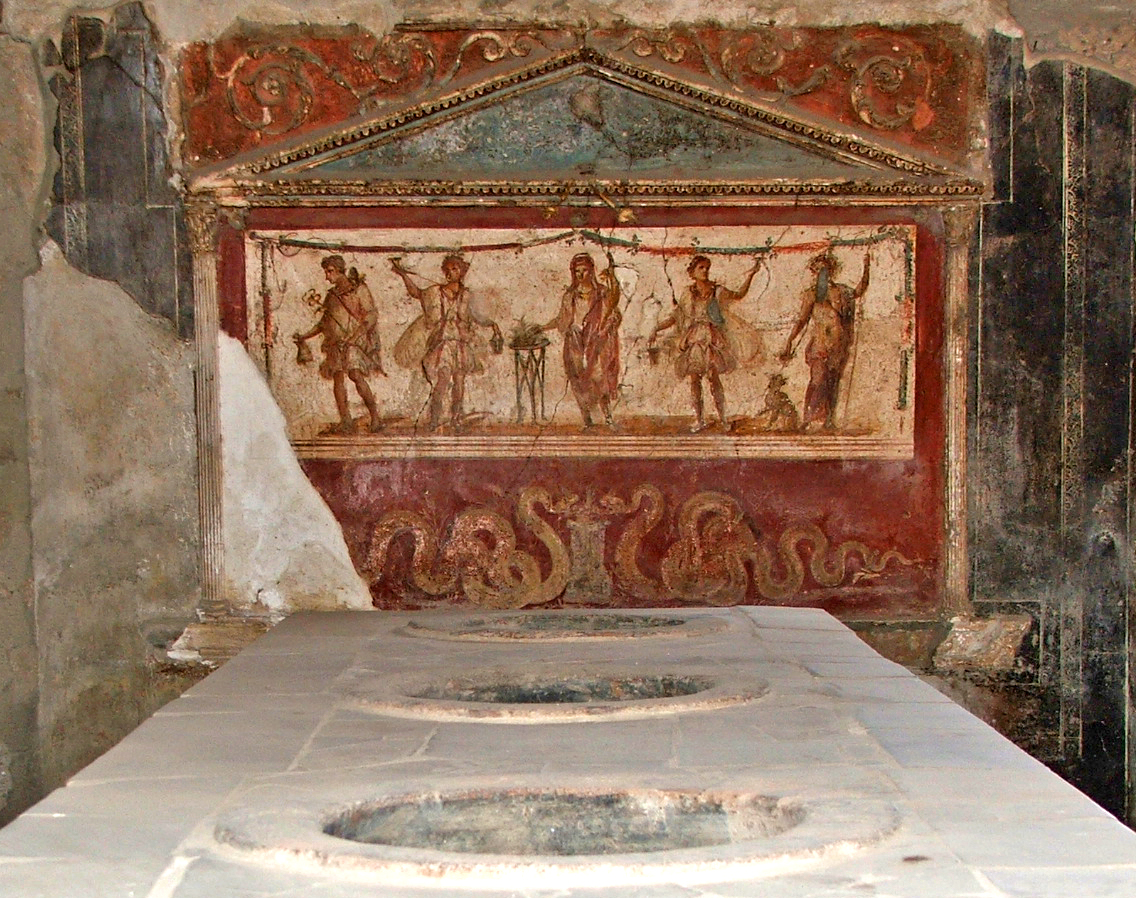
Wandmalerei aus einer Gaststätte in Pompeji – zeigt die Weinlese in der Umgebung

Das im Süden von Neapel gelegene Pompeji war eines der führenden Anbauzentren des Römischen Reichs. Die Weinbauern der Region belieferten nicht nur die Hauptstadt, sondern auch die römischen Provinzen. Amphoren mit den Stempeln pompejischer Händler fanden die Archäologen in der Nähe von Bordeaux, Narbonne, Toulouse sowie in Spanien. Aufgrund der hohen Popularität der Weine dieser Region darf davon ausgegangen werden, dass in den Amphoren nicht immer Wein aus Pompeji exportiert wurde.
Der Ausbruch des Vesuvs im Jahr 79 hatte auf die Weinversorgung und den Weinbau weitreichende Folgen. Die Rebflächen am Vesuv waren zerstört und die Lagerware des Weinjahrgangs 78 unter den Lavaströmen begraben. Das Gleichgewicht von Angebot und Nachfrage war nachhaltig gestört, da auch der Hafen zum Löschen der Waren aus den Provinzen nicht mehr zugänglich war. Der Preis des Weins stieg deutlich an. Das Getränk, das eigentlich zur Alltagskultur der Römer gehörte, war nur den reichen Bewohnern zugänglich. In der Folge wurden etliche neue Rebflächen angelegt. Wegen der hohen Preise für den Wein wurden sogar Getreidefelder aufgegeben und in Rebgärten umgewandelt. Dies führte nach nur wenigen Jahren zu einem Überangebot an Wein mit entsprechend fallenden Preisen. Schlimmer war jedoch die Knappheit an Getreide. Im Jahr 92 erließ daher Kaiser Domitian ein Edikt, das die Neuanlage von Weingärten in Rom untersagte. Zudem ordnete er an, die Hälfte der Rebflächen in den Provinzen zu roden. Offensichtlich wurde die Einhaltung der zweiten Maßnahme kaum kontrolliert. Das Edikt blieb schließlich 188 Jahre in Anwendung und wurde erst durch Probus im Jahr 280 aufgehoben.

### Erweiterung der Weinbauflächen auf die Provinzen
Eine der bis heute nachwirkenden Einflüsse der römischen Herrschaft in den Provinzen ist die Einführung eines gut aufgestellten Weinbaus sowie eines flächendeckenden Weinhandels. Die römischen Siedlungen wurden von ehemaligen Soldaten errichtet und bewohnt. Etliche dieser Soldaten wuchsen in Italien in Familien auf, die bereits Weinbau betrieben. Die Soldaten nutzten ihr Wissen und legten in der Nähe der Siedlungen Weinberge an. Wenngleich ein Import italienischer und griechischer Rebstöcke praktiziert wurde, nutzten die Siedler auch lokale Rebsorten.
Mit dem Aufstieg der Römischen Republik zum Römischen Reich nahm der logistische Aufwand und die Komplexität des Weinhandels zu. Die Weine der Italienischen Halbinsel genossen im ganzen Reich einen hervorragenden Ruf. Eine Sonderstellung genossen die Gewächse aus Pompeji. Ab dem 1. Jahrhundert v. Chr. exportierten die ersten Weinbaugebiete der Provinzen nach Rom.

## Mittelalter
Der Zusammenbruch des römischen Reichs setzte dem Weinbau zwar kein Ende, doch der Niedergang bedeutete das Ende des Marktes der feinen Qualitätsweine. Die Situation gleicht in der Zeit, als die Goten und dann die Langobarden Italien beherrschen, jener von 400 Jahren zuvor. Der Wein wurde flächendeckend als wichtiges Element des Selbstversorgers gesehen, wobei das Hauptaugenmerk eher auf Menge denn auf Qualität gerichtet war.
Das frühe Mittelalter ist eine Zeit der Stagnation, in der Handel nur noch sehr regionale Bedeutung hat. Diese Zeit des Stillstands wird erst im 11. Jahrhundert durchbrochen, als Oberitalien mit Genua und Venedig zur politisch und wirtschaftlich wichtigsten Region Europas aufsteigt. In den nächsten drei Jahrhunderten verdoppelte sich die Einwohnerzahl Italiens auf acht Millionen Einwohner. Die Bewohner des Landes zogen insbesondere im Norden Italiens in Städte. In der Folge kommt es zu einer klaren Trennung von landwirtschaftlicher Tätigkeit und Handel. Südlich von Florenz jedoch kommt es nicht zu dieser Stadtflucht, so dass es in Regionen wie der Toskana bei einem Feudalsystem mit beiden Tätigkeiten (Landwirtschaft und Handel) kommt.
Als Grund für die Stärke Norditaliens gilt die Monopolstellung im Handel von Luxusgütern (Wein, Wolle, Seide) über ganz Europa. Als es möglich wurde, mit Krediten zu arbeiten, entwickelte sich Florenz zur Bankenhauptstadt Europas. Aus dieser Zeit stammt das noch heute bekannte Haus Antinori, das mit den Gewinnen aus dem Bankwesen in die Handelstätigkeit rund um den Wein der Toskana investierte und ebenfalls große Ländereien erwarb.